# Ocupación francesa de las Islas Malvinas

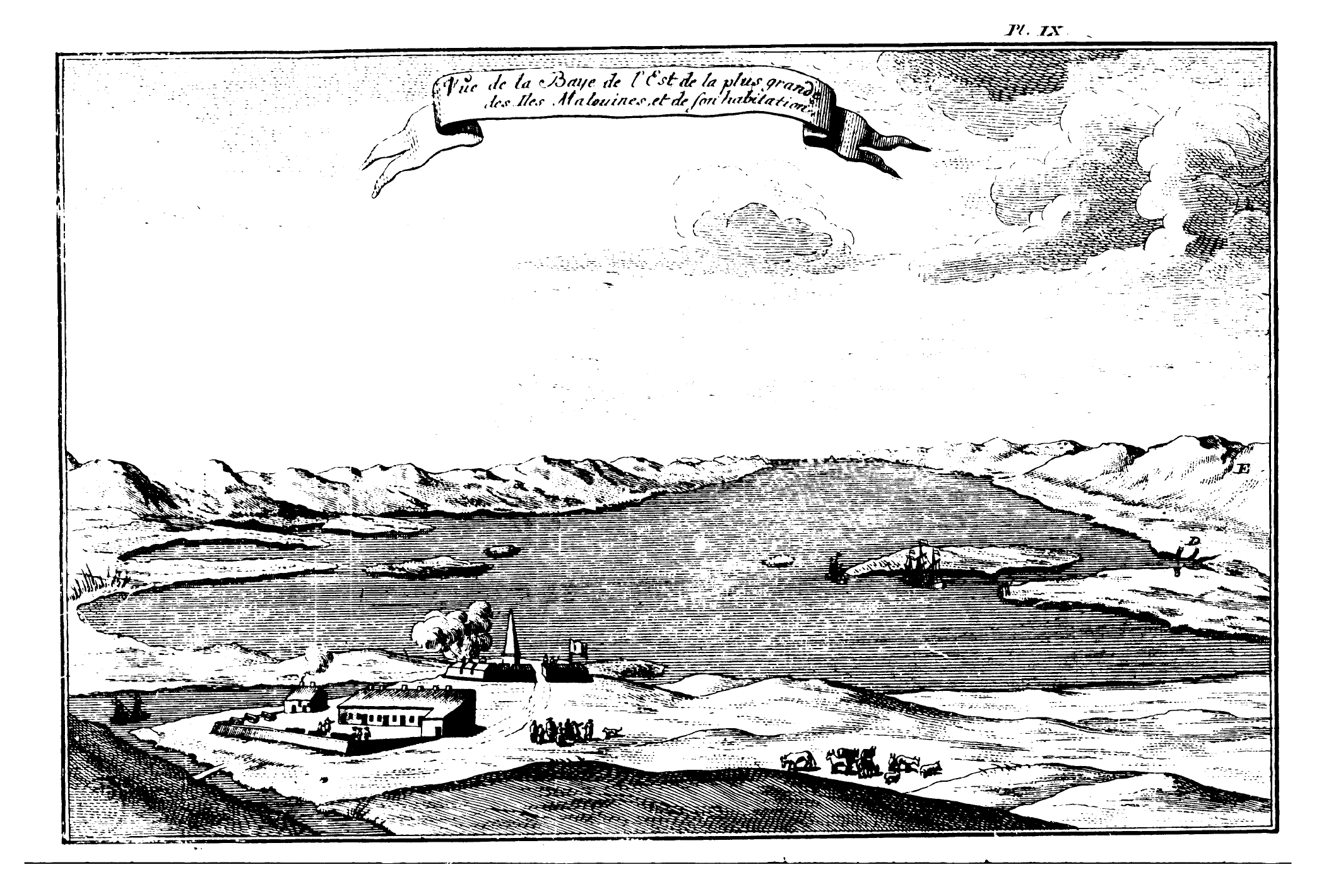
Puerto Luis según Dom Pernety.

La ocupación francesa de las Islas Malvinas, estableció en Puerto Luis el primer asentamiento permanente del archipiélago. España, que consideraba a las Malvinas parte de sus dominios en América, protestó la presencia francesa, y al cabo de una corta negociación, consiguió la transferencia de Puerto Luis, fortaleciendo sus derechos de soberanía. El gobierno británico nunca protestó, ni la presencia francesa, ni el traspaso de la colonia a España.

## Interés francés en Malvinas

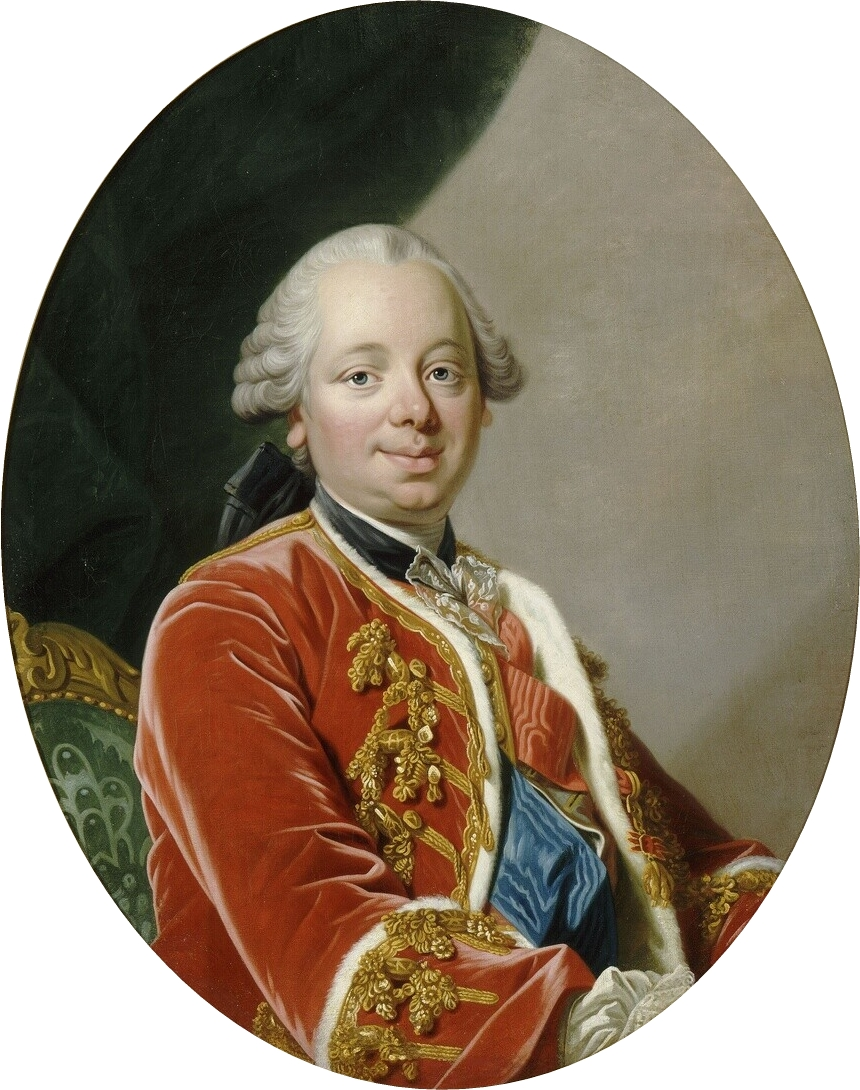
Étienne François de Choiseul era hombre de confianza de Luis XV y el artífice de la política exterior de Francia.

La guerra de los Siete Años (1756-1763) significó para Francia la pérdida de la inmensa mayoría de sus territorios coloniales. Con la  firma del Tratado de París, en 1763, Gran Bretaña obtuvo de Francia, entre otros territorios, gran parte de sus colonias en el norte de América.  Paralelamente tanto Francia como Gran Bretaña firmaría una tratado con España confirmando la soberanía española sobre Florida Blanca, la zona patagónica e islas atlántica del Mar del Sud.
Luego de la firma del Tratado de París, Étienne François de Choiseul, el encargado de la política exterior de Francia, se abocó a la reconstrucción del imperio colonial francés, mediante la creación de nuevas colonias. Las colonias de ultramar no despertaba mucho entusiasmo en la Corte de Luis XV, por lo tanto, Choiseul dependía enteramente de su vínculo personal con el Rey para llevar adelante sus planes. La reconstrucción del imperio colonial francés exigía evitar toda confrontación con España y Gran Bretaña, por lo menos hasta recuperar capacidades militares.
En este contexto, la propuesta de Louis Antoine de Bougainville para efectuar una expedición a las islas Malvinas despertó el interés del gobierno francés. Las islas eran conocidas por los navegantes y comerciantes de Saint Malo, quienes las habían bautizado como Malouines en homenaje a su ciudad. Bougainville propuso emprender la expedición por su propia cuenta.
Bougainville manifestó en sus Memorias la importancia de ese establecimiento y destacó el interés británico en la región:

"... en la relación de su viaje, Milord Anson (...) recomienda a los ingleses, en diferentes ocasiones, formar un establecimiento en el sur del Brasil, sosteniendo que la Nación que así lo haga, será la dueña del comercio del Mar del Sur (...) En consecuencia, ese es el objeto y el proyecto que M. de Bougainville solicita realizar."
Louis Antoine de Bougainville.

## La expedición

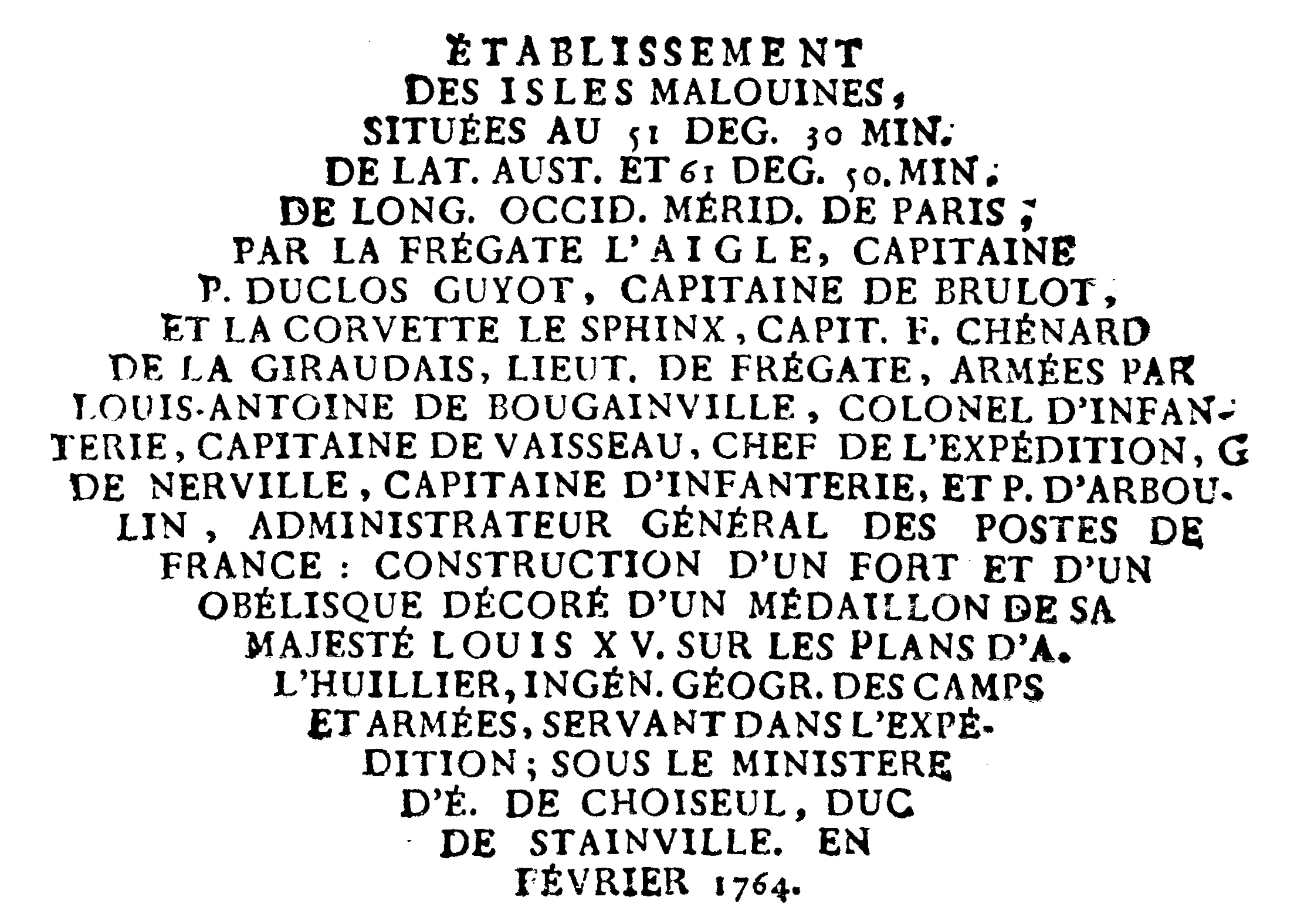
Reproducción de la inscripción de la medalla colocada en el obelisco de Puerto Luis en 1764.

El 15 de septiembre de 1763 la expedición de Bougainville (que contaba con el consentimiento de Luis XV) zarpó del puerto francés de Saint-Maló con el objetivo de establecer una colonia en las islas Malvinas. La expedición estaba compuesta de dos barcos, con provisiones y familias acadienses.
La expedición de Bouganville recaló en Montevideo, donde fue recibida por el Gobernador de la plaza, José Joaquín de Viana. Pese a que España y Francia eran aliadas, y estaban unidas por el Pacto de Familia, los franceses no tenían autorización para formar colonias en América del Sur. El funcionario español intentó averiguar el motivo y destino de la expedición, pero los franceses lo ocultaron, manifestando que se dirigían a la India. No obstante, Viana alertó a sus superiores en Madrid sobre el paso de Bougainville por Montevideo.
Louis Antoine de Bougainville llegó a las islas Malvinas el 31 de enero de 1764.

## Puerto Luis

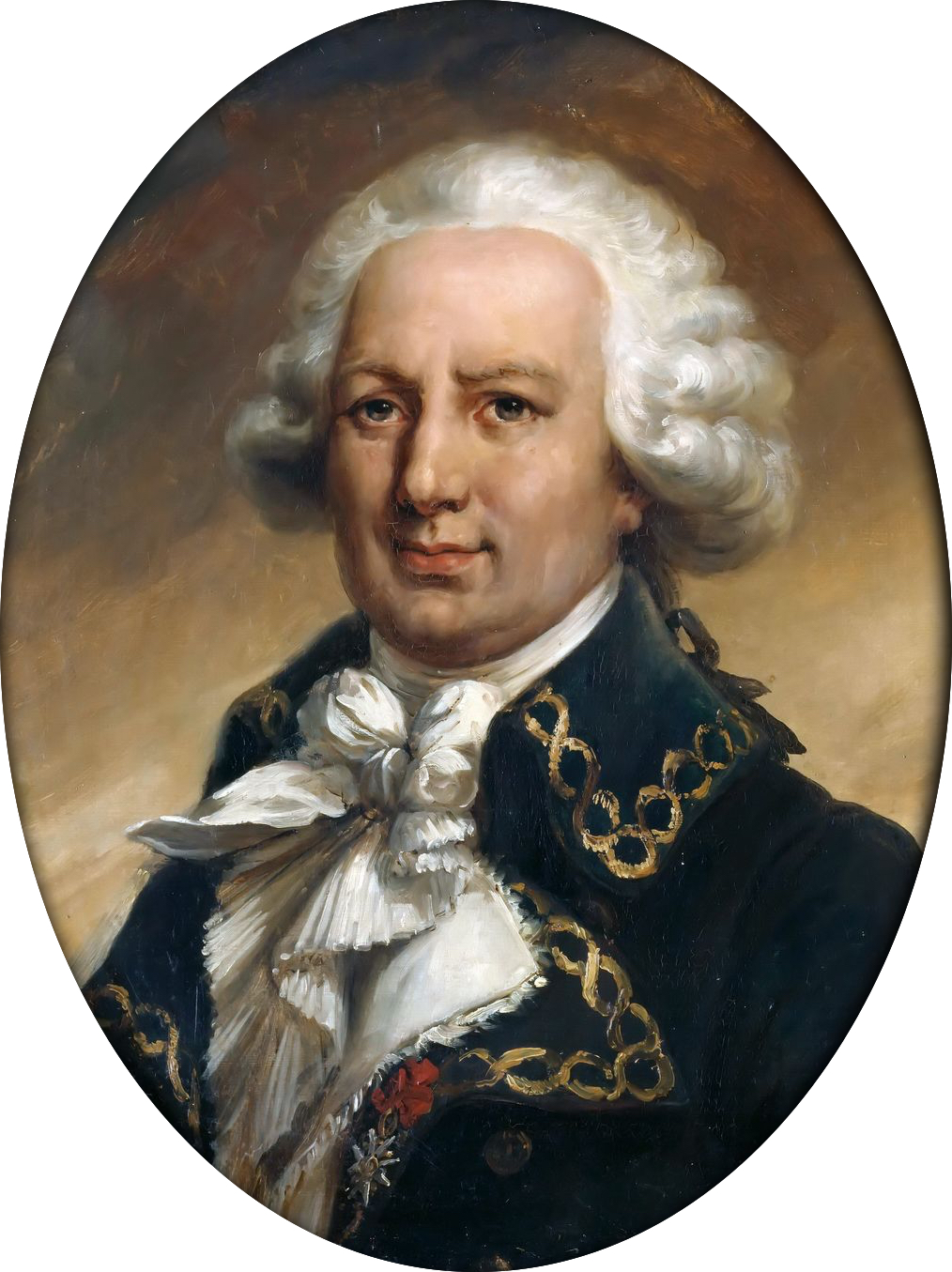
Louis Antoine de Bougainville, el primer colonizador de Malvinas.

El establecimiento de Bougainville fue el primer asentamiento permanente en el archipiélago. El fuerte militar de Puerto Luis fue erigido el 17 de marzo de 1764 y la ceremonia formal de toma de posesión se realizó el 5 de abril del mismo año. El acta de posesión fue ratificada por Luis XV el 12 de septiembre de 1764, argumentando que las islas fueron descubiertas por navegantes de Saint-Maló, de donde proviene el nombre Malouines, castellanizado a Malvinas.
Dom Pernety, el religioso y naturalista de la expedición, estaba maravillado ante la flora y fauna del archipiélago. También se mostró muy entusiasta ante las posibilidades que ofrecían aquellas islas. En sus notas aseguró que: « (...) la lengua de león marino es preferible a la de buey y los guisos de pingüinos son tan buenos como los de liebre.»
Puerto Luis se fundó con 29 colonos.  El 8 de abril de 1764, Bougainville emprendió el regreso a Francia para buscar más provisiones y colonos. Realizó un segundo viaje, a principios de 1765, en donde llevó a 130 colonos. De esta forma, la población del archipiélago ascendía a 150 colonos. Bougainville permaneció en Malvinas entre enero y abril; durante esos meses exploró la costa patagónica en busca de madera.

## Incursión británica
El 23 de enero de 1765, un año después de la llegada de Bougainville, cuando el archipiélago ya estaba ocupado por Francia y, por lo tanto, no estaba disponible para la ocupación por parte de otro Estado (no era terra nullius) el comodoro británico John Byron arribó a la pequeña isla Trinidad, denominada por los británico Saunders Island, y realizó una ceremonia de toma de posesión en un paraje que bautizaron como Port Egmont. Byron destacó la importancia del lugar para el establecimiento de una base militar:

(...) the whole navy of England might ride here in perfect security from all winds (...)
John Byron.

El gobierno británico afirma que, al momento de enviar la expedición de John Byron, no tenían conocimiento de la presencia francesa en las islas.

## Protesta y negociación diplomática
Jerónimo Grimaldi, Ministro de Estado de España, sospechaba de la existencia de una colonia francesa en Malvinas por los informes que le envió José Joaquín de Viana desde Montevideo. La sospecha se confirmó cuando la noticia fue publicada en la Gazette de Hollande el 13 de agosto de 1764. Grimaldi protestó ante Choiseul y demandó la entrega de la colonia. España consideraba que las tierras adyacentes a un continente no podían ocuparse sin el consentimiento del dueño de dicho continente, y que las islas Malvinas habían estado reputadas -y debían reputarse- como adyacentes a sus costas. Sin embargo también ofreció la compra de la colonia, lo que podría indicar que los españoles no estaban muy seguros de la validez de su reclamo.
Luis XV cedió a las protestas españolas y ordenó entregar el establecimiento de Puerto Luis al considerar que los títulos españoles eran superiores. Francia estaba dispuesta a abandonar sus pretensiones sobre Malvinas, pero deseaba que España las ocupe y evite la instalación de Gran Bretaña, su enemigo en común. Jerónimo Grimaldi comentó:

(...) ambas Naciones sacarán del suceso de Bougainville la ventaja de que á vista de separarse los franceses de su posession se fortalece el derecho de la España p. q. otro día no intenten entrar los Yngleses

A su regreso de Malvinas, Bougainville fue notificado de la decisión de transferir la colonia a España; le ordenaron dirigirse a Madrid para establecer las bases del arreglo. Sin entusiasmo, partió hacia Madrid en abril de 1766.
Francia nunca volvió a reclamar derechos de soberanía sobre Malvinas luego de la transferencia de Puerto Luis.

## Traspaso a España
En abril de 1766 Bougainville recibió 618 108 libras francesas en compensación por los gastos en los que incurrió para fundar Puerto Luis. 200 000 libras fueron pagadas en Madrid y el resto en Montevideo.
En el documento de la entrega, Bougainville acepta que su establecimiento en Puerto Soledad es ilegítimo y que fue construido en las islas pertenecientes a España:

Moi, Louis de Bougainville, Colonel des Armées de Sa Majesté Très Chrétienne, ai reçu 618, 108 livre, 13 sou et 11 deniers, montant de l'Estimation que j'ai donné des Dépenses faites par la Compagnie de St. Malo, pour équipements et fondation de ses établissemens illégitimes dans les Iles Malouines appartenant à Sa Majesté Catholique, savoir "40.000 livres, payées en à compte à Paris par son Excellence le Comte de Fuentes, ambassadeur de Sa Majesté Catholique pour lesquelles j'ai donné quittance. (...)
Yó, Luis de Bougainville, coronel de los ejércitos del Rey Cristianísimo, he recibido 618 108 libras, 13 sueldos y 11 dineros que importa un estado que he presentado de los gastos que han causado a la Compañía de San Maló las expediciones hechas para fundar sus intrusos establecimientos en las Islas Malvinas de Su Majestad Católica. En esta forma, cuarenta mil libras que me entregó en París el Exmo. Conde de Fuentes, embajador de Su Majestad Católica en aquella Corte a buena cuenta de que di el recibo correspondiente.
A St. Ildefonse, le 4 octobre, 1766.

El 4 de octubre Felipe Ruiz Puente quedó a cargo del establecimiento, que administrativamente era una dependencia de la Capitanía General de Buenos Aires.